# 薛興儒
薛興儒（1914年2月4日—1969年5月26日），號大道，卓索圖盟喀喇沁左旗（今遼寧省喀左縣）人。民國37年（1948年）在蒙古卓索圖盟選區當選第一屆立法委員。

## 生平[1][2]
- 國立西南聯合大學法學院政治系畢業
- 革命實踐研究院第九期畢業
- 中國國民黨熱蒙黨部主任特派員
- 蒙藏委員會委員
- 民國37年，當選立法委員。
- 民國58年5月26日病故[3]